# Zdroj (dokumentární film)
Zdroj (anglický název Source) je český dokumentární film natočený v roce 2004, který režíroval Martin Mareček a scénář k němu napsali Martin Mareček a Martin Skalský. Film se zabývá souvislostmi těžby ropy a porušováním občanských práv v Ázerbájdžánu. Zdroj získal přes dvacet mezinárodních ocenění a v kaspickém regionu funguje jako filmový samizdat.

## Ocenění
- MFF Jeden Svět 2005: Cena diváků, Zvláštní cena poroty.
- IFF DokFest Lipsko 2005: Cena MDR  pro nejlepší východoevropský dokument.
- MFF Jihlava 2005: Cena diváků, Cena pro nejlepší český dokument.
- MFF Ekofilm: 2005 Velká cena Ekofilmu, Cena Ministerstva životního prostředí.
- MFF Týká se to také tebe Uherské hradiště 2005: Grand prix - Cena Josefa Velka.
- Cena Trilobit 2005 od Českého filmového a televizního svazu.
- Cena českých kritiků Kristián 2005 za nejlepší český dokumentární film.
- IFF Trento 2006, Itálie: Zvláštní cena poroty.
- IFF Cronograf 2006, Moldávie: Velká cena poroty, Cena diváků.
- Výroční cena Nadace Českého literárního fondu.
- IFF Catalonia Environmental Film Festival, Španělsko: Zlaté slunce pro nejlepší dokumentární film.
- IFF FICA Goias 2006, Brazílie: Čestné uznání poroty.
- IFF Save and Preserve Khanty-Mansiysk, Rusko: Cena rozhlasové a televizní stanice Jugoria.
- IFF Cinemambiente 2006, Itálie: Cena studentů.
- AFO Olomouc 2006: Nejlepší dokumentární pořad.
- International Nature and Environmental Film Festival of Grenoble 2007: Hlavní cena festivalu - Grand Prix.
- SunChild First Regional Environmental Festival Jerevan 2007: Nejlepší film.

## Ohlasy (mezinárodní festivaly, prodeje)

### V roce 2005
- Jeden svět Praha,
- MFF Karlovy Vary,
- Ekofilm Český Krumlov,
- DokFest Leipzig (Německo),
- Cottbus (Německo),
- MFDF Ji.hlava,
- DokMa Maribor (Slovinsko),
- IDFA Amsterdam (Nizozemí),
- Leeds (Velká Británie),
- Document 3 (Německo),
- One World Berlin (Německo),
- TSTTT /Týká se to také tebe/ Uherské Hradiště,
- Tirana Festival (Albánie),
- Central Asia festival Alma Ata (Kazachstán),
- Tursak Instanbul (Turecko), ad.

### V roce 2006
- Amnesty film festival Amsterdam (Holandsko),
- Trieste Film festival (Itálie),
- Crossing Europe Linz (Rakousko),
- Infinity Alba (Itálie),
- Human Rights Watch London (Velká Británie),
- Tartu Festival of Visual Culture (Estonsko),
- Green Film Festival (Korea),
- Vision Du Reel (Švýcarsko),
- Trento Film Festival (Itálie),
- Ekafilms Minsk (Bělorusko),
- Human Rights Documentary Film Days Kiev (Ukrajina),
- FICA Goias (Brazílie),
- EuroDoc Oslo (Norsko),
- Save and Preserv Khanty-Mansiysk (Rusko),
- Cronograf Kishinev (Moldávie),
- Rhodos EcoCinema (Řecko),
- Catalonia Environmental Festival Barcelona (Španělsko),
- Human Rights Watch New York (USA),
- IFF Tri Continental (Jižní Afrika),
- Era New Horizons Wroclav (Polsko),
- Art Film Trenčianské Teplice (Slovensko),
- Cinemambiente  Environmental Festival (Itálie),
- Verzio IFF Human Rights Festival Budapest (Maďarsko),  ad.

### V roce 2007
- Washington DC Environmental Film Festival - USA,
- Human rights at Brookes University Oxford - UK,
- RIFF Roma Independent Film Festival,
- Tiburon International Film Festival – USA,
- Cleveland Intl. Film Festival – USA,
- Chicago international Documentary Festival – USA,
- International Nature and Environment Film Festival of Grenoble – France,
- International Bodrum Film Festival – Turkey,
- SunChild Regional Environmental Festival Jerevan – Arménie, ad.

Zdroj koupila německá televizní síť MDR, finská televize YLE, EEST TV z Estonska, španělská kabelová televize CATALAIN TV, íránská kabelová televize PRESS-TV, AVE distribution - DVD distribuce ve francouzsky mluvících zemích, putovní distribuce prostřednictvím Human Rights Watch Festivalu po USA.

## Recenze
- HEJDOVÁ, Irena.  Zdroj. Aktuálně.cz. 29.12.2005. Dostupné online.
- MATÚŠKOVÁ, Štěpánka. Režisér Mareček v dokumentu Zdroj naslouchá globálním výzvám Feminismus.cz. 9.5.2005. Dostupné online.
- BINKOVÁ, Pavlína. Trvale udržitelný dokument Sedmá generace. 11.12.2005. Dostupné online.
- PROCHÁZKA, Michal. Provokující Zdroj odhaluje odvrácenou stranu našeho pohodlí Právo. 4.1.2006, Dostupné online.
- Další recenze na stránkách filmu